# Diomedea amsterdamensis
Diomedea amsterdamensis е вид птица от семейство Албатросови (Diomedeidae). Видът е критично застрашен от изчезване.

## Разпространение
Видът е разпространен във Френски южни и антарктически територии.